# Міло (Айова)
Міло (англ. Milo) — місто (англ. city) в США, в окрузі Воррен штату Айова. Населення — 778 осіб (2020).

## Географія
Міло розташоване за координатами 41°17′19″ пн. ш. 93°26′22″ зх. д. / 41.28861° пн. ш. 93.43944° зх. д. (41.288720, -93.439369).  За даними Бюро перепису населення США в 2010 році місто мало площу 1,61 км², уся площа — суходіл.

## Демографія
Згідно з переписом 2010 року, у місті мешкало 775 осіб у 300 домогосподарствах у складі 217 родин. Густота населення становила 481 особа/км².  Було 327 помешкань (203/км²).
Расовий склад населення:
| - 97,5 % — білих - 0,4 % — корінних американців - 0,3 % — чорних або афроамериканців - 0,1 % — азіатів |

До двох чи більше рас належало 1,0 %. Частка іспаномовних становила 1,3 % від усіх жителів.
За віковим діапазоном населення розподілялося таким чином: 27,7 % — особи молодші 18 років, 56,9 % — особи у віці 18—64 років, 15,4 % — особи у віці 65 років та старші. Медіана віку мешканця становила 37,0 року. На 100 осіб жіночої статі у місті припадало 94,7 чоловіків;  на 100 жінок у віці від 18 років та старших — 98,6 чоловіків також старших 18 років.
Середній дохід на одне домашнє господарство  становив 70 380 доларів США (медіана — 57 566), а середній дохід на одну сім'ю — 75 068 доларів (медіана — 64 722). Медіана доходів становила 47 708 доларів для чоловіків та 39 643 долари для жінок. За межею бідності перебувало 6,6 % осіб, у тому числі 8,7 % дітей у віці до 18 років та 8,9 % осіб у віці 65 років та старших.
Цивільне працевлаштоване населення становило 423 особи. Основні галузі зайнятості: роздрібна торгівля — 18,0 %, освіта, охорона здоров'я та соціальна допомога — 17,7 %, виробництво — 12,3 %, будівництво — 11,6 %.